# 林奐均
林奐均 （英語：Judy Linton；1971年12月22日—），出生於台灣台北市，台灣民主運動領袖林義雄長女，林宅血案中林義雄唯一倖存的子女。

## 生平
1979年12月13日，林義雄因參與美麗島事件被捕入獄。次年2月28日，發生震驚全台灣的「林宅血案」，林奐均的祖母及一對雙胞胎妹妹在家中被殺害，僅有她身中七刀而仍重傷倖存，被林義雄秘書田秋堇發現，送至仁愛醫院搶救時則由田朝明醫師妻子田孟淑代簽術前病危通知書。該案至今未破。
1981年8月，林母方素敏將她帶往美國，她先後於華盛頓州、德薩斯州及加州爾灣接受教育，並專注於鋼琴演奏，並四度獲得「美國西南部青年音樂大賽」（Southwestern Youth Music Festival）第一名，並於「國際青年鍵盤音樂家聯盟」（International Young Keyboard Artists Association）中進入決賽。1988年成為基督徒，後於印第安那大學（Indiana University）、哥倫比亞大學教育學院（Columbia University Teacher's College）就讀，獲得英語教育碩士學位，期間愛上聖詩創作。
1996年12月，她邂逅南韓出生、父親為宣教士的美國基督徒印主烈（Joel Linton）；兩人1998年7月25日於紐約市結婚，並開始錄製基督教音樂專輯。2002年9月，全家返回台灣宣教，從事基督教音樂創作，專輯《你是我最愛》於2003年9月由台灣基督長老教會傳播基金會發行。2004年5月，以《你是我最愛》入圍第15屆金曲獎最佳專輯、演唱、作詞人、製作人，《你是我最愛》並榮獲第15屆金曲獎「最佳宗教音樂專輯獎」，自傳書《你是我最愛：林奐均的生命之旅》亦同時出版。

## 著作
- 《你是我最愛：林奐均 的生命之旅》，出版社：圓神 ，ISBN：9861330178，2004年
- 《百歲醫師教我的育兒寶典》，出版社：如何 ，ISBN：9861360867，2006年
- 《沒有不受教的孩子：以愛為後盾的K.I.C.K. 教養法》，出版社：如何 ，ISBN 9789861362915，2011年

## 個人生活
林奐均現與已按立為牧師的印主烈定居台北市，育有五名女兒。老大、老二及老三名為Faith（淳惠）、Charis（慈晅）及Ashlyn（恬昕）。